# わしの尾
株式会社わしの尾（わしのお）は、岩手県八幡平市にて清酒製造業を行う酒蔵である。
この酒名「鷲の尾」の由来は、大鷲が住んでいた巌鷲山（岩手山）の山麓から湧水する 清らかな水で醸造されていることから「鷲の尾」と命名された。 また、早春の雪解けとともに山頂に大鷲が羽を広げたような残雪がくっきりと現れ、この雪形から名づけられたともいわれる。

## 代表銘柄
- 鷲の尾
- 雋
- 蔵人の酒
- 結の香
- 北窓三友
- 雄飛萬國翔
- あさむらさき

## 略歴
- 1829年 - 創業